# Przemysław Karnowski
Przemysław Marcin "Przemek" Karnowski (Bydgoszcz, 8 de noviembre de 1993) es un exjugador de baloncesto polaco. Con 2,16 metros de estatura, jugaba en la posición de pívot.

## Trayectoria deportiva

### Primeros años
Debutó en 2011, con 18 años, en la liga polaca, en las filas del Siarka Jezioro Tarnobrzeg, donde jugó una temporada en la que promedió 10,1 puntos, 4,4 rebotes y 1,2 tapones por partido, siendo elegido rookie del año de la PLK.

### Universidad
Jugó cinco temporadas con los Bulldogs de la Universidad Gonzaga, aunque la que iba a ser su temporada sénior se truncó por una lesión cuando solo había disputado cinco partidos. En total promedió 9,8 puntos, 5,4 rebotes, 1,1 asistencias y 1,0 tapones por partido. En su primera temporada fue incluido en el mejor quinteto de novatos de la West Coast Conference, mientras que en 2015 y 2017 lo fue en el mejor quinteto absoluto de la conferencia. En su última temporada consiguió también el Premio Kareem Abdul-Jabbar al mejor pívot universitario.

#### Estadísticas
| Año     | Equipo  | PJ  | PT  | MPP  | %TC  | %3P   | %TL  | RPP | APP | ROB | TPP | PPP  |
| ------- | ------- | --- | --- | ---- | ---- | ----- | ---- | --- | --- | --- | --- | ---- |
| 2012–13 | Gonzaga | 34  | 1   | 10.8 | .567 | –     | .444 | 2.7 | 0.2 | 0.2 | 0.3 | 5.4  |
| 2013–14 | Gonzaga | 36  | 36  | 25.3 | .593 | .000  | .500 | 7.0 | 0.7 | 0.3 | 1.7 | 10.4 |
| 2014–15 | Gonzaga | 38  | 37  | 24.5 | .622 | 1.000 | .509 | 5.8 | 1.3 | 0.5 | 1.0 | 11.0 |
| 2015–16 | Gonzaga | 5   | 5   | 24.8 | .594 | –     | .462 | 5.4 | 1.2 | 0.8 | 0.6 | 8.8  |
| 2016–17 | Gonzaga | 39  | 39  | 22.9 | .601 | .000  | .582 | 5.8 | 2.1 | 0.4 | 1.0 | 12.2 |
| Total   |         | 152 | 118 | 21.2 | .600 | .333  | .513 | 5.4 | 1.1 | 0.4 | 1.0 | 9.8  |

### Profesional
Tras no ser elegido en el Draft de la NBA de 2017, jugó en las NBA Summer League con los Orlando Magic, donde en cuatro partidos promedió 10,0 puntos y 5,0 rebotes. En el mes de julio fichó por el MoraBanc Andorra de la liga ACB española.